# High School Big Shot
High School Big Shot is een Amerikaanse film uit 1959. De hoofdrol werd vertolkt door Tom Pittman. De regie was in handen van Joel Rapp.

## Verhaal
De film draait om Marv Grant, een slimme middelbareschoolleerling wiens plannen om een studiebeurs te krijgen voor de hogeschool dreigen te mislukken door zijn dronken vader. Hij heeft een oogje op Betty, het mooiste (en enige) meisje in zijn klas. Zij ziet hem echter alleen zitten als hij haar geld kan geven. Marv gaat tot het uiterste om aan geld te komen, en sluit zelfs een deal met een lokale bende.

## Rolverdeling
| Acteur            | Personage           | Opmerkingen      |
| ----------------- | ------------------- | ---------------- |
| Tom Pittman       | Marvin "Marv" Grant |                  |
| Virginia Aldridge | Betty Alexander     |                  |
| Howard Veit       | Vince Rumbo         | als Howard Veidt |
| Malcolm Atterbury | Mr. Grant           |                  |
| Stanley Adams     | Harry March         |                  |
| Louis Quinn       | Samuel Tallman      |                  |
| Peter Leeds       | Mr. Carter          |                  |
| John Barrick      | Larry Walker        |                  |

## Achtergrond
De film staat ook bekend onder de titel The Young Sinners.
De film werd bespot in de cultserie Mystery Science Theater 3000.